# Pozoantiguo
Pozoantiguo – gmina w Hiszpanii, w prowincji Zamora, w Kastylii i León, o powierzchni 37,32 km². W 2011 roku gmina liczyła 274 mieszkańców.